# Ginger Snaps : Résurrection
Série Ginger Snaps
Ginger Snaps
(2000) Aux origines du mal
(2004)
Pour plus de détails, voir Fiche technique et Distribution.
Ginger Snaps : Résurrection ou Entre sœurs II : Déchaînées au Québec (Ginger Snaps 2: Unleashed) est un film canadien réalisé par Brett Sullivan, sorti en 2004. Le film fait suite à Ginger Snaps, de John Fawcett sorti en 2000. 

## Synopsis
A la fin de Ginger Snaps, Brigitte s'était volontairement infectée par le sang de Ginger dans un effort de la calmer, persuadée que l'antidote à base d'aconit tue-loup qu'elle avait faite avec Sam la guérirait.
Quelques semaines plus tard, Brigitte vit en cavale, hantée par les apparitions de sa sœur décédée et s'injectant régulièrement de l'antidote. L'aconit ne l'avait pas guérie: il ne fait que ralentir la transformation, Brigitte est toujours condamnée. Elle est également poursuivie par un loup-garou mâle qui veut visiblement s'accoupler avec elle. Un soir, elle s'injecte trop d'aconit et perd connaissance en pleine rue. À son réveil, Brigitte se retrouve enfermée dans un hôpital de désintoxication, son antidote confisquée.
A l'hôpital, elle se retrouve confrontée à Alice, la directrice persuadée que Brigitte est simplement toxicomane, Tyler, un infirmier peu scrupuleux qui lui propose une dose d'aconit si elle couche avec lui, et Ghost, une fillette étrange qui est la seule personne à la croire. Entre son inévitable métamorphose et le deuxième loup-garou toujours à sa poursuite, Brigitte doit fuir l'hôpital coûte que coûte.

## Fiche technique
- Titres français : Ginger Snaps : Résurrection ( France) et Entre sœurs II: Déchainées ( Québec)
- Titre original : Ginger Snaps 2: Unleashed
- Réalisation : Brett Sullivan
- Scénario : Megan Martin
- Production : Peter Block, Jason Constantine, Paula Devonshire, John Fawcett, Grant Harvey, Steven Hoban et Noah Segal
- Sociétés de production : 49th Parallel Productions et Combustion Inc.
- Budget : 3,5 millions de dollars (2,25 millions d'euros)
- Musique : Kurt Swinghammer
- Photographie : Henry Less et Gavin Smith
- Montage : Michele Conroy
- Décors : Todd Cherniawsky
- Costumes : Alex Kavanagh
- Pays d'origine : Canada
- Format : Couleurs - 1,85:1 - Dolby Digital - 35 mm
- Genre : Horreur, thriller
- Durée : 94 minutes
- Date de sortie : 30 janvier 2004 (Canada)

## Distribution
Légende : Version Québécoise = VQ
- Emily Perkins (VF : Sylvie Jacob ; VQ : Camille Cyr-Desmarais) : Brigitte Fitzgerald
- Tatiana Maslany (VF : Karine Foviau ; VQ : Catherine Bonneau) : Ghost
- Eric Johnson (VF : Alexis Tomassian ; VQ : Antoine Durand) : Tyler
- Janet Kidder (VF : Anne Rondeleux ; VQ : Linda Roy) : Alice Severson
- Katharine Isabelle (VF : Barbara Delsol ; VQ : Aline Pinsonneault) : Ginger Fitzgerald
- Brendan Fletcher : Jeremy, le bibliothécaire
- Chris Fassbender (VQ : François Godin) : Luke
- Pascale Hutton (VQ : Geneviève Désilets) : Beth-Ann
- Susan Adam : Barbara
- Michelle Beaudoin : Winnie
- David McNally : Marcus
- Patricia Idlette (VQ : Johanne Léveillé) : Dr Brookner
- Lydia Lau : Koral
- Coralie Cairns : l'infirmière
- Shaun Johnston : Jack

## Autour du film
- Le tournage s'est déroulé du 3 février au 14 mars 2003 à Edmonton, dans la province d'Alberta.
- Lors d'une scène se déroulant dans un établissement de soins, on peut voir Brigitte regarder le film Nothing (2003), réalisé par Vincenzo Natali, qui était storyboardeur sur Ginger Snaps (2000).
- Ginger Snaps : Résurrection et Ginger Snaps : Aux origines du mal ont été tournés l'un à la suite de l'autre[3].

## Bande originale
- Flip the Track, interprété par WildLife
- Bad Girl, interprété par Sprawl
- Beneath the Skin, interprété par Lori Cullen
- Get Lost, interprété par Sticky Rice
- Oowatanite, interprété par April Wine
- (Make Me Do) Anything You Want, interprété par Foot in the Cold Water
- Beautiful, interprété par Joydrop

## Saga Ginger Snaps
- 2000 : Ginger Snaps, de John Fawcett
- 2004 : Ginger Snaps : Aux origines du mal (Ginger Snaps Back: The Beginning), de Grant Harvey